# ミュニシパリティ・オブ・レーン・コウヴ
ミュニシパリティ・オブ・レーン・コウヴ（Municipality of Lane Cove）は、オーストラリア・ニューサウスウェールズ州の地方公共団体。

## 概要
シドニー中心業務地区（CBD）から北西に10キロメートルの所に位置し、北と北西をシティ・オブ・ウィロウビー、南東をノース・シドニー・カウンシル、レーン・コウヴ川（en）をはさんで、北西をシティ・オブ・ライド、西をミュニシパリティ・オブ・ハンターズヒルと隣接する。南は、シドニー湾に面する。

## 構成サバーブ
マリックヴィル・カウンシルは、以下のサバーブから構成される。
- グリニッジ（Greenwich）
- レーン・コウヴ（Lane Cove）
- レーン・コウヴ・ノース（Lane Cove North）
- レーン・コーヴ・ウェスト（Lane Cove West）
- リンレイ・ポイント（Linley Point）
- ロングヴィル（Longueville）
- ノースウッド（Northwood）
- リヴァーヴュー（Riverview）
- セント・レナーズ（St Leonards）……ノース・シドニー・カウンシル、シティ・オブ・ウィロウビーにまたがる。

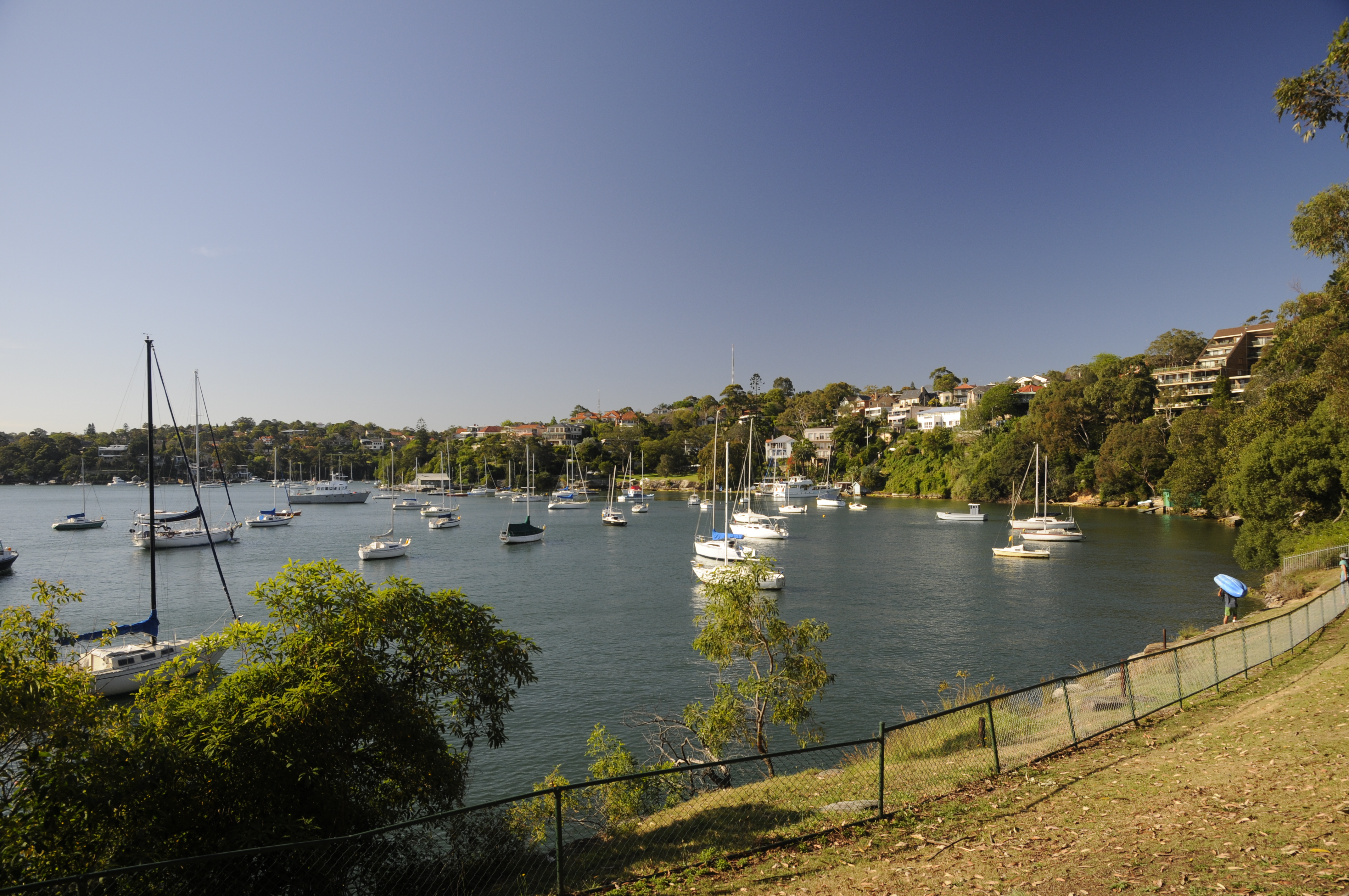
シェル・パーク（ グリニッジ）
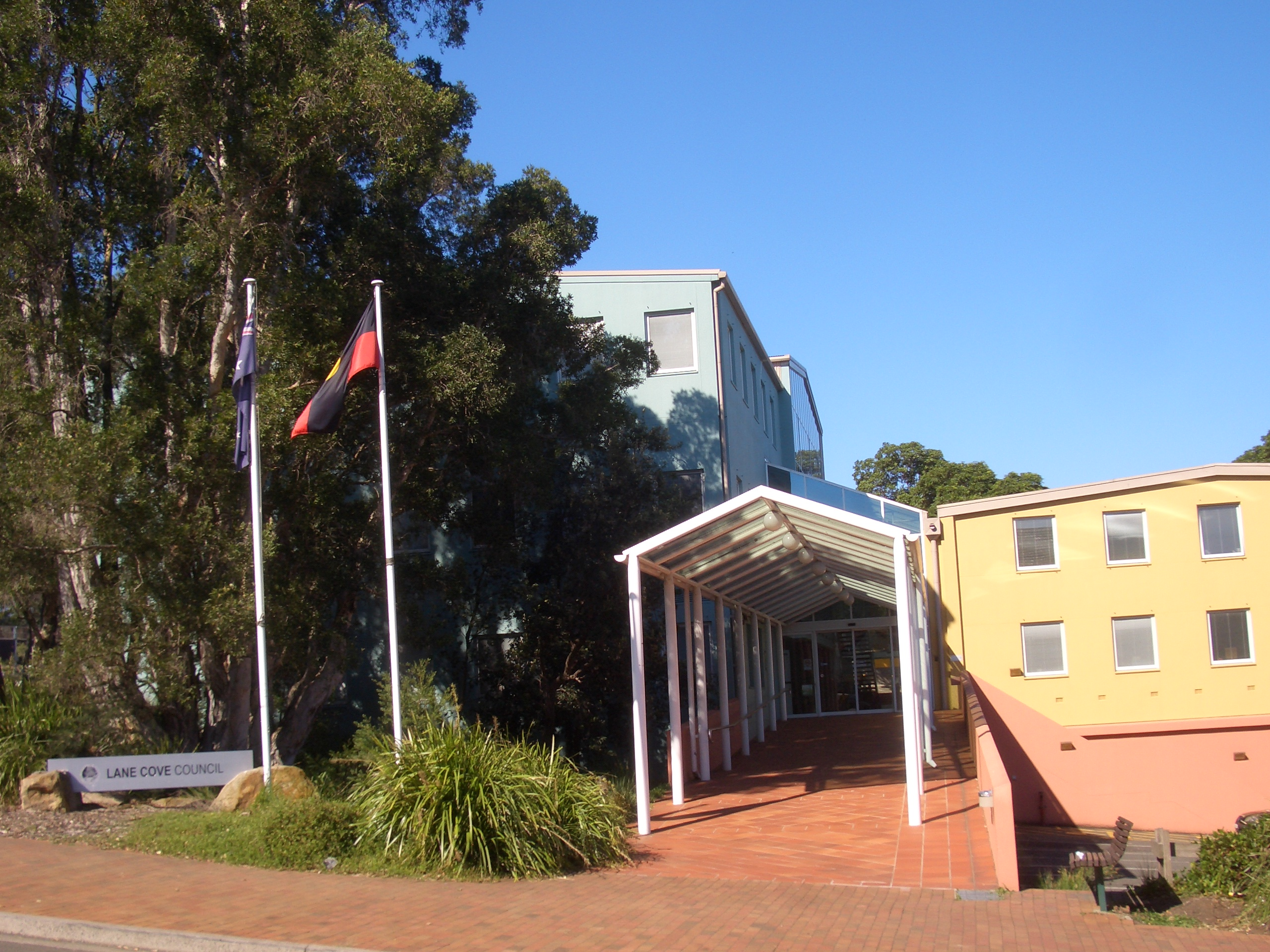
タウン・ホール（レーン・コウヴ）
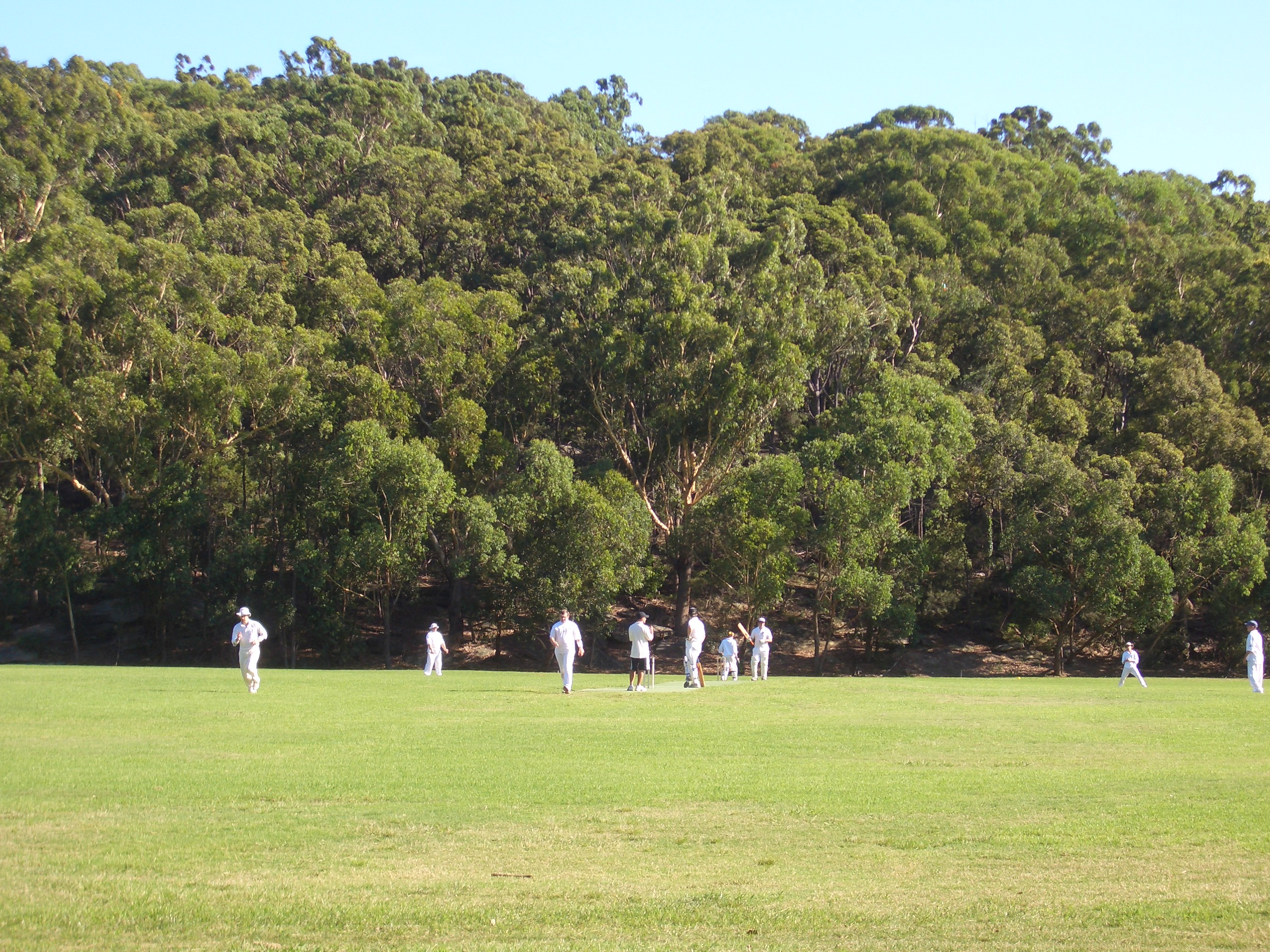
ブラックマン・パーク（ レーン・コーヴ・ウェスト）
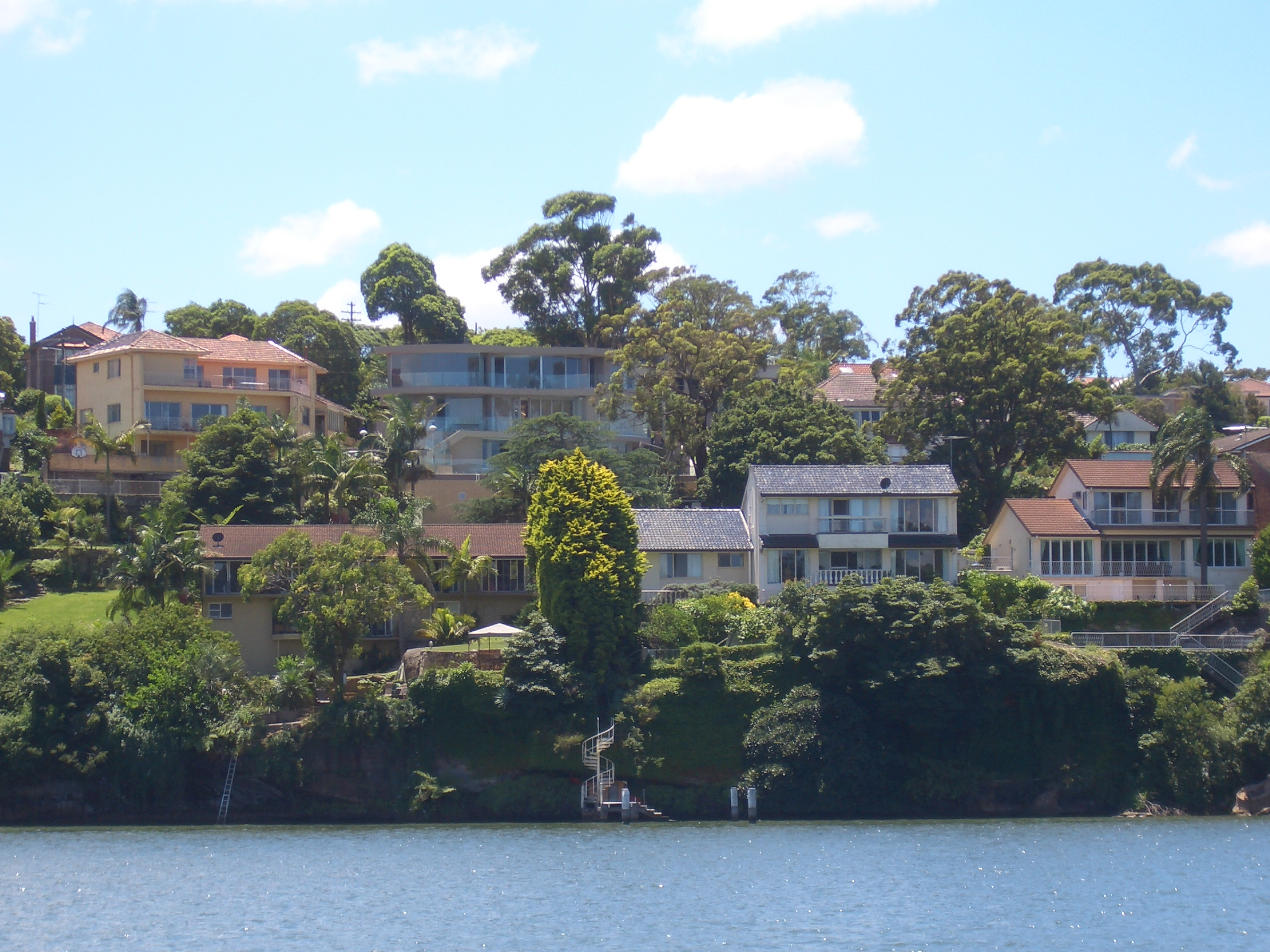
リンレイ・ポイント
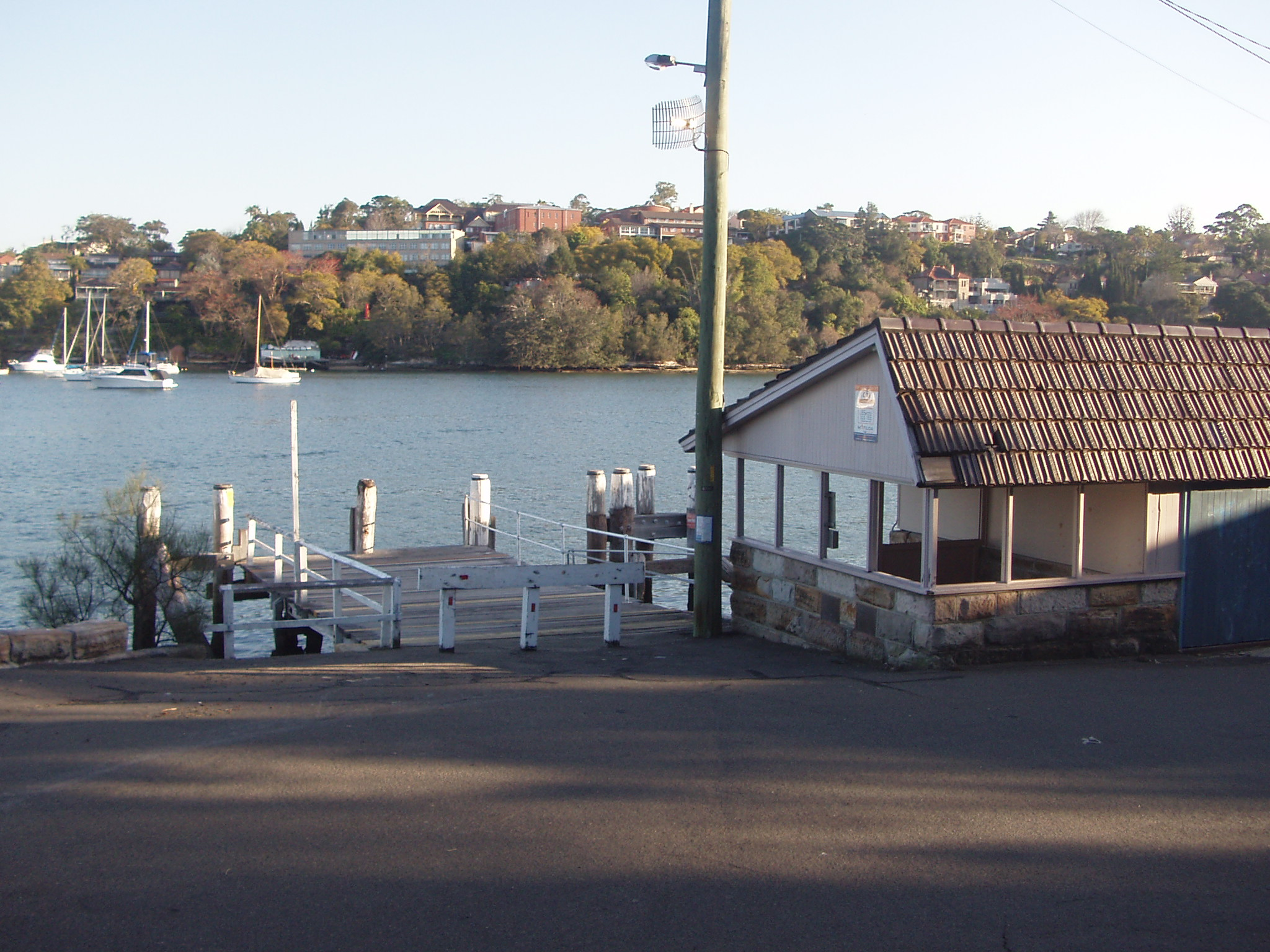
ロングヴィルのフェリー埠頭
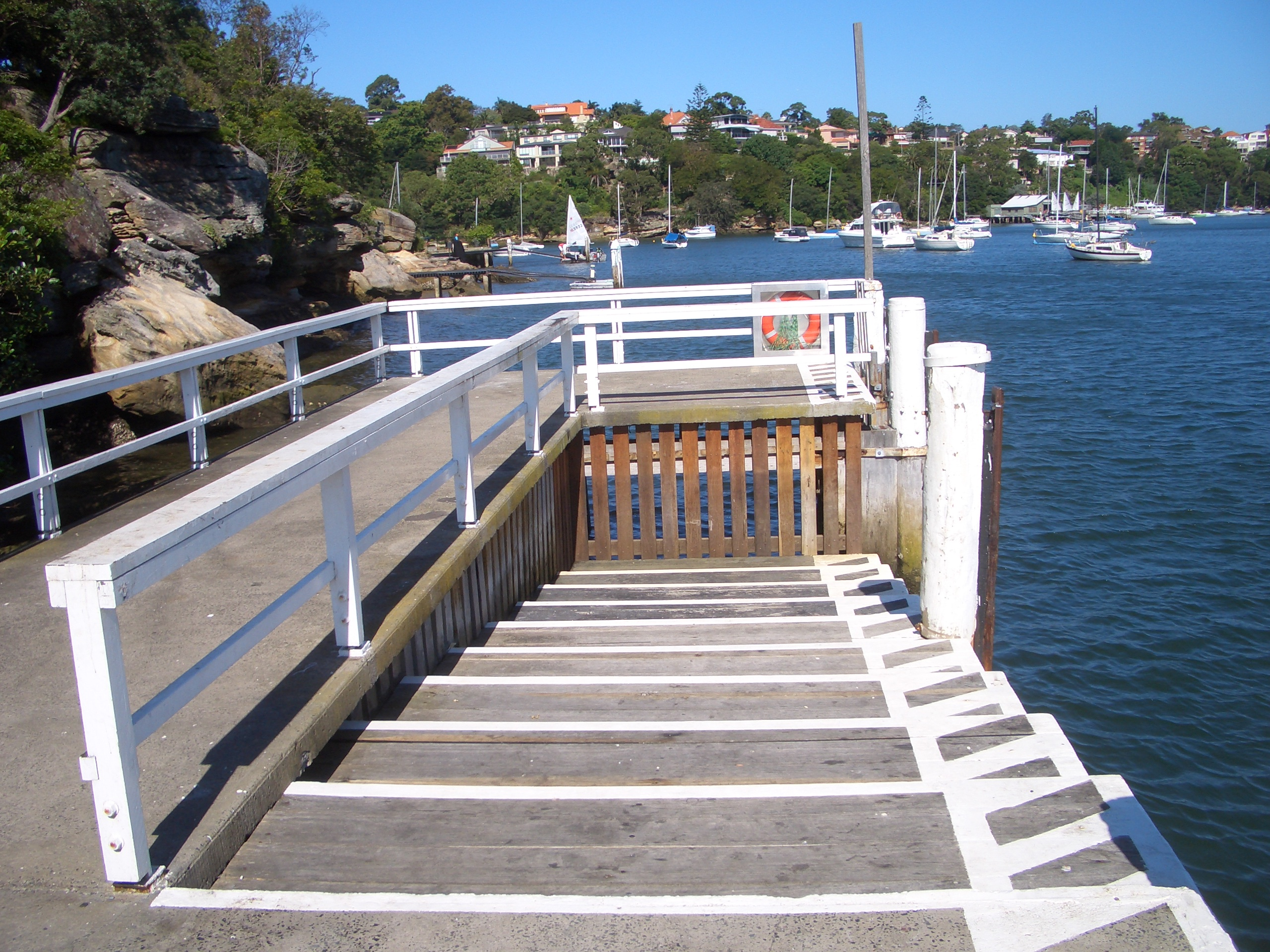
ノースウッドのフェリー埠頭
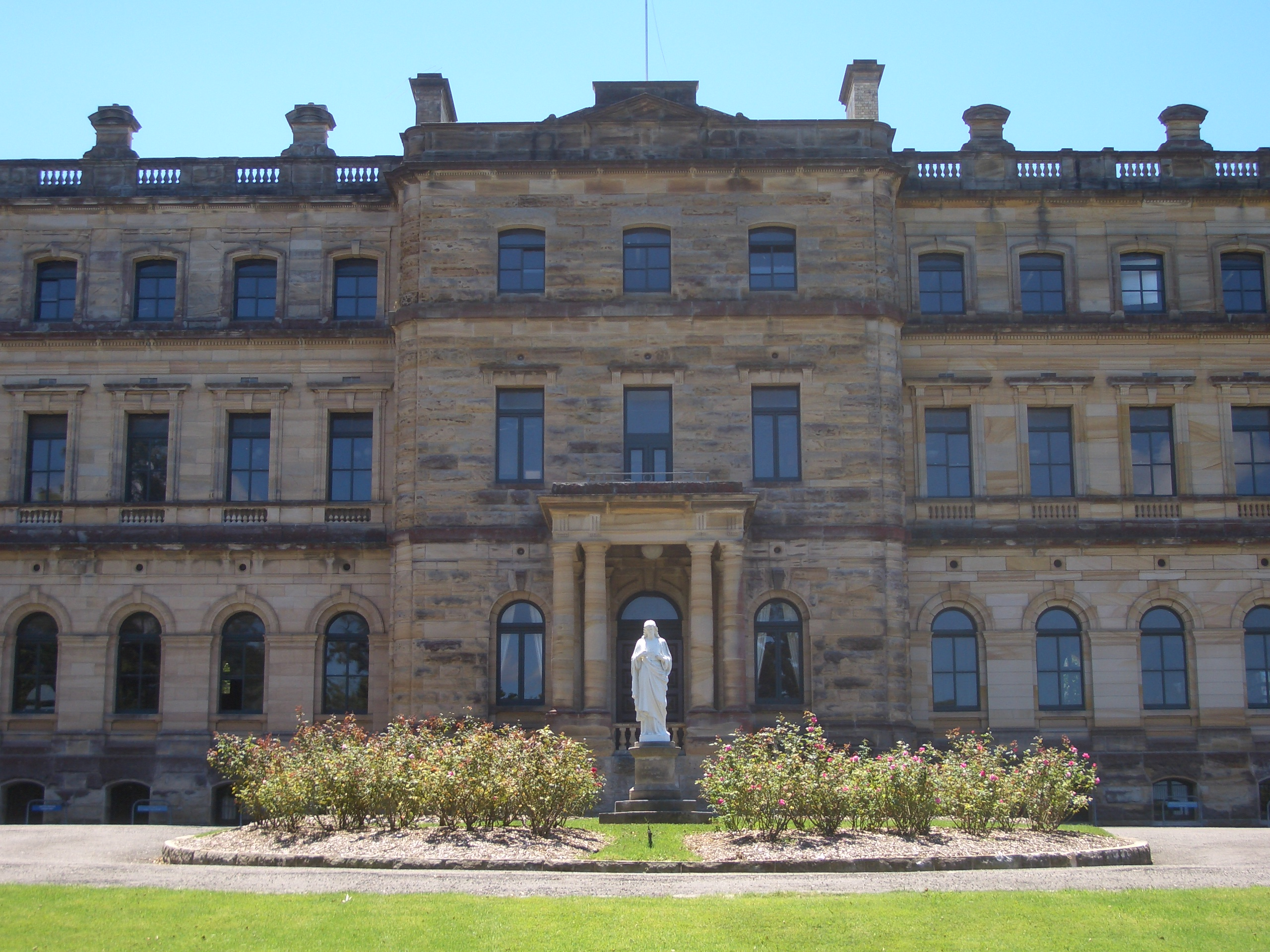
リヴァーヴューにある聖イグナティウス・カレッジ

## 議会
ミュニシパリティ・オブ・レーン・コウヴの議会は、9人によって構成される。任期は4年。選挙区は3つで、それぞれの選挙区から3人が選出される。市長は、議会選挙後最初の議会で9人の議員から選出される。最新の議会選挙は、2012年9月8日に実施された。 オーストラリア自由党が6議席、無所属が3議席獲得した。市長は、オーストラリア自由党のScott Bennison 。